# أيتيرو ديل كاستيلو
بلدية أيتيرو ديل كاستيلو (بالإسبانية: Itero del Castillo)‏، هي إحدى بلديات مقاطعة برغش، التي تقع في منطقة قشتالة وليون، والتي تقع في شمال غرب إسبانيا.
يبلغ عدد سكانها 122 نسمة وفقاً لإحصائية سنة (2002).